# Rick Cassidy
Richard Edward Ciezniak Jr., conocido como Rick Cassidy (Pensilvania, 22 de julio de 1943 - Ibidem,  23 de diciembre de 2013) fue un actor pornográfico, modelo y culturista estadounidense. Apareció en películas pornográficas heterosexuales y homosexuales, usando el nombre de Jim Cassidy para este último, durante la década de 1970.
Nacido y criado en Pensilvania, Cassidy pasó dos años en la marina antes de mudarse a Nueva York, donde modeló para el fotógrafo físico Jim French. En 1969, se mudó a Los Ángeles, donde el fotógrafo y cineasta gay Pat Rocco se acercó para posar para varias revistas gay. Cassidy hizo su debut en la pantalla en el documental de Rocco Mondo Rocco (1970). Poco después, apareció como el anfitrión en Inside A.M.G. (1970), un documental sobre el estudio de fotografía erótica masculina (Athletic Model Guild).